# Ignacio Bayón
Bayón  Mariné est un nom espagnol. Le premier nom de famille, en général paternel, est Bayón ; le second, en général maternel, souvent omis, est Mariné.
Ignacio Bayón Mariné, né le 14 février 1944 à Madrid et mort le 4 mai 2024 dans La Rioja, est un homme politique, haut fonctionnaire et entrepreneur espagnol ayant appartenu à l'Union du centre démocratique (UCD).
Il est ministre de l'Industrie et de l'Énergie entre 1980 et 1982.

## Biographie

### Juriste dans l'administration
Ignacio Bayón obtient sa licence en droit à l'université complutense de Madrid en 1965. L'année suivante, il réussit le concours de juriste du Conseil d'État et rejoint alors la section des Finances.
Il passe avec succès en 1967 le concours de juriste des Cortes Generales, dont il sort premier, puis obtient trois ans plus tard son doctorat en droit. Il intègre ainsi l'université complutense, occupant un poste de professeur adjoint de droit financier et fiscal.

### Haut fonctionnaire ministériel
Au début de l'année 1974, alors qu'il n'a que 29 ans, Ignacio Bayón est nommé secrétaire général du ministère des Travaux publics. Il est relevé de ces fonctions en décembre 1975, pour devenir sous-secrétaire du ministère du Logement. Il est désigné au conseil d'administration de l'Institut national de l'industrie (INI) en février 1976.
En juillet 1977, peu après la tenue des premières élections démocratiques, il est choisi pour le poste de sous-secrétaire du ministère des Transports et des Communications. Dès le mois d'avril 1978, il est nommé président de l'opérateur Renfe, ce qui le contraint à quitter ses responsabilités au ministère, puis à l'INI au mois de juin.

### Ministre de l'Industrie
À l'occasion du remaniement ministériel du 3 mai 1980, Ignacio Bayón devient à 36 ans ministre de l'Industrie et de l'Énergie dans le cabinet d'Adolfo Suárez. Avec le nouveau ministre de l'Administration publique Sebastián Martín-Retortillo, il n'appartient à aucun courant particulier de l'UCD. Lorsque Leopoldo Calvo-Sotelo forme son gouvernement le 27 février 1981, il le maintient dans ses fonctions.

### Passage dans le privé
Pour les élections législatives anticipées du 28 octobre 1982, Ignacio Bayón est investi par l'UCD comme tête de liste dans la province d'Almería. Il remporte 11,2 % des voix mais aucun des 5 sièges à pourvoir. À la suite de la victoire électorale des socialistes, il quitte le gouvernement le 3 décembre. À cette époque, il détient le record de longévité au ministère de l'Industrie depuis 1977. Il décide alors de rejoindre le secteur privé, où il dirige diverses entreprises, notamment Citroën Espagne, Fomento de Construcciones y Contratas (FCC), et depuis 1997 Realia Business.

### Mort
Ignacio Bayón meurt le 4 mai 2024 à l'âge de 80 ans alors qu'il passait des vacances en Navarre.